# WITS Academy
WITS Academy es una serie de televisión estadounidense de fantasía estrenada el 5 de octubre de 2015 por Nickelodeon. La serie fue un spin off de Grachi y Every Witch Way, y fue anunciada el 25 de febrero de 2015 junto con Make It Pop y Talia in the Kitchen, esta última también creada por Catharina Ledeboer. En Latinoamérica se estrenó el 15 de febrero del 2016 y finalizó el 10 de marzo del 2016.
El 17 de diciembre de 2015, el actor Todd Allen Durkin abandonó la serie. Tiempo después, el 24 de marzo de 2016, la protagonista Daniela Nieves confirmó la cancelación definitiva de la serie.

## Sinopsis
Ahora que Andi es una guardiana en entrenamiento en WITS Academy, la mejor escuela para magos y hechiceros del Reino Mágico, parece que ya ha cumplido su mayor sueño. Pero como mejor amiga y guardiana no oficial de La Elegida, tendrá que trabajar duro para probar que puede cumplir las expectativas de todos como la primera (y única) guardiana humana. Además, estará a cargo de hacer que se gradúe la maga más rebelde del Reino Mágico: Jessie, la hermana menor de Jax. En el camino, habrá grandes y mágicas aventuras.Al mismo tiempo, ella tendrá que decidir quién es un amigo, que es un enemigo y que puede ser algo más ...

## Elenco
- Andi Cruz (Daniela Nieves)
 La mejor amiga de Emma quien está entrenando para convertirse en una guardiana. Es la líder del equipo Andi. La misma chica ruda y buena de Every Witch Way que ya conoces y amas. Andi está lista para comenzar a estudiar para ser la primera guardiana humana en WITS Academy.andy tiene un enamoramiento en Luke en el final de temporada se convierte en pareja
- Jessie Novoa (Julia Antonelli)
La hermana menor de Jax. Obtuvo sus poderes en el episodio final de Every Witch Way y ahora está en W.I.T.s Academy para aprender a usarlos. Jessie es una WITS de Andi.
- Luke Archer (Ryan Cargill) 
 Primo de Lily, que pertenece a una familia de guardianes que protegen a la Elegida y quiere estar a la altura de las expectativas. Es honesto, listo y muy competitivo.e l está enamorado de Andy en el final de temporada se convierte en pareja
- Ruby Webber (Kennedy Slocum) 
 La primera bruja sin poderes de su familia; debido a eso, ella es insegura y una fanática del control. No le agrada Andi. Es expulsada por Agamemnon en el final de la primera temporada
- Cameron Masters (Tyler Pérez) 
 El mejor alumno de la academia.él está enamorado de Ruby y hace todo l posible para hacerla feliz
- Ben Davis (Jailen Bates) 
 Un hechicero muy inteligente. Él es bueno en teoría, pero no en la práctica, por lo que sus hechizos no siempre tienen éxito. Ben es otro WITS de Andi.
- Ethan Prescott (Timothy Colombos) 
 El hermano gemelo de Emily que tiene un talento natural para la magia y le gusta trabajar en equipo. Nunca cuestiona órdenes, y hace lo que alguien le dice que haga. Ethan es un WITS de Ruby.
- Emily Prescott (Meg Crosbie) 
 Una joven bruja que es terca y decidida a ser más fuerte. Emily es WITS de Ruby.
- Kim (Jazzy Williams) 
 Una inventora inteligente que es extremadamente inteligente, perspicaz y siempre dispuesto a echar una mano; ella es fácilmente la estudiante más inteligente de la Academia. Ella se convierte en compañera de habitación de Andi en el segundo episodio y de inmediato se hacen amigas. Los WITS de Kim son Harris y Sienna.reddxz
- Sean De Soto (Andrew Ortega) 
 Un hechicero sin preocupaciones que quiere divertirse y hacer sonreír a los demás. Sean es WITS de Luke.
- Gracie Walker (Lydia Jewett) 
 Una joven bruja exuberante. Gracie es otra WITS de Luke.

### Recurrentes
- Agamemnon (Todd Allen Durkin)
 El director actual de Wits Academy. Él era el líder del Consejo de Brujas, pero dejó temporalmente el Consejo para centrarse en su nuevo trabajo.

### Antiguos
- Entrenadora Amelia Foiler (Andrea Canny)
 La guardiana que estaba en una pesadilla que Jessie tuvo que se convierte en la nueva entrenadora de la Academia en el séptimo episodio. No le agrada Andi y hace su mejor esfuerzo para que Andi pierda. Ella es realmente una fugitiva que Leopald Archer fue después, por lo que en el decimotercero episodio, ella es capturada por Leo y Andi, pierde sus poderes por Agamemnon, y es enviada al Limbo
- Leopaldo Archer (Michael St. Pierre)
 Un guerrero del Reino Malo quien es tío de Luke. Llega a la Academia en el undécimo episodio a encontrar un fugitivo, quien finalmente se revela como la entrenadora Foiler, y en el decimotercero episodio, él la captura con la ayuda de Andi.
- Samantha (Bianca Matthews) 
 La mejor amiga de Ruby y compañero de habitación de Andi en el primer episodio. Ella es expulsada en el segundo episodio.

## Episodios
| Temporada | Temporada | Episodios | Emisión original     | Emisión original      | Emisión en Latinoamérica | Emisión en Latinoamérica |
| Temporada | Temporada | Episodios | Inicio               | Final                 | Inicio                   | Final                    |
| --------- | --------- | --------- | -------------------- | --------------------- | ------------------------ | ------------------------ |
|           | 1         | 20        | 5 de octubre de 2015 | 30 de octubre de 2015 | 15 de febrero de 2016    | 10 de marzo de 2016      |

| Serie # | Temp. # | Título                         | Estreno original      | Estreno en LatinoaméricaEmisión en Blogger | Código | Audiencia |
| --- | ------- | ------------------------------ | --------------------- | ------------------------------------------ | ------ | --------- |
| 1 | 1       | «La Nueva Guardia»             | 5 de octubre de 2015  | 15 de febrero de 2016                      | 101    | 1.22      |
| Andi llega a Wits Academy y se encuentra con amigos y enemigos como Ruby, luego Andi se entera de quienes son su Wits, Jessie la hermana pequeña de Jax y otro mago llamado Ben |         |                                |                       |                                            |        |           |
| 2 | 2       | «La Superstición»              | 6 de octubre de 2015  | 16 de febrero de 2016                      | 102    | 1.37      |
| Andi tiene un tiempo difícil con Jessie quien se niega a practicar con ella, Samantha es expulsada y Kim otra gurdiana se convierte en compañera de Andy y se inicia un rumor sobre Andi, Ben empieza a juntarse con Luke y sus Wits |         |                                |                       |                                            |        |           |
| 3 | 3       | «El Origen De Todos Los Males» | 7 de octubre de 2015  | 17 de febrero de 2016                      | 103    | 1.32      |
| Rubí entra en el árbol Diaba que le da poderes mágicos mientras Ethan y Emily desaparecen el pastel y Ruby y Andy son acusadas y Andi copian las técnicas de otro guardián |         |                                |                       |                                            |        |           |
| 4 | 4       | «Escóndete Y Huye Hex»         | 8 de octubre de 2015  | 18 de febrero de 2016                      | 104    | 1.25      |
| Andy y Jessie buscan a Hex después de que Ruby, Ethan y Emily lo robaran y el hechizo de sanación de Ben se quita y son desclasificados de los bloques |         |                                |                       |                                            |        |           |
| 5 | 5       | «Hechizo De Cambio»            | 9 de octubre de 2015  | 19 de febrero de 2016                      | 105    | 1.39      |
| Cuando Ethan abre una botella cambia de cuerpo con Emily mientras Andy trata de recuperar los poderes de Jessie |         |                                |                       |                                            |        |           |
| 6 | 6       | «Viaje Poderoso»               | 13 de octubre de 2015 | 22 de febrero de 2016                      | 106    | 1.29      |
| Ruby llega al árbol Diaba mientras Andy tiene que hacer las tareas para recuperar los poderes de Jessie, Jessie y Ethan se hacen amigos poniendo celosa a Emily, ausente a Luke |         |                                |                       |                                            |        |           |
| 7 | 7       | «Compañeros de Entrenamiento»  | 14 de octubre de 2015 | 23 de febrero de 2016                      | 107    | 1.29      |
| La entrenadora Foiler llega a la academia y actúa muy mal con Andy, Andy recuperar los poderes de Jessie y Ben intenta ser cool como Luke |         |                                |                       |                                            |        |           |
| 8 | 8       | «Sin Esfuerzo No Hay Ganancia» | 15 de octubre de 2015 | 24 de febrero de 2016                      | 108    | 1.24      |
| Andy y Luke se quedan afuera de la academia y son castigados por Agamenón y la entrenadora Foiler entra a brujas y magos en entrenamiento y Ruby se lanza un hechizo de fuerza mientras Sean, Gracie y Ben inician un negocio de batidos |         |                                |                       |                                            |        |           |
| 9 | 9       | «Línea De Llegada»             | 16 de octubre de 2015 | 25 de febrero de 2016                      | 109    | 1.42      |
| Jessie y Emily tienen un duelo mágico, mientras una prueba comienza Ruby lanza un hechizo a Andy, Andy y sus Wits ganan la competencia, Andy gana un amuleto protector y Jessie y Ben comen helado, al final del capítulo Luke le pide una cita a Andy |         |                                |                       |                                            |        |           |
| 10 | 10      | «¿Quién es mi WIT?»            | 19 de octubre de 2015 | 26 de febrero de 2016                      | 110    | 1.09      |
| Los chicos reciben una asignación, crear escudos, repelan la magia pero con diferentes Wits, Luke con Harris y Siena(Wits de Kim) Andy con Emily y Ethan, Ruby con Ben y Jessie, Kim con Sean y Gracie. Ruby impulsa a hacer un escudo fuerte mientras Agamenón se encuentra con el hechicero del reino del mal, Gracie y Sean lanzan un hechizo a Luke |         |                                |                       |                                            |        |           |
| 11 | 11      | «Cacería De Brujas»            | 20 de octubre de 2015 | 29 de febrero de 2016                      | 111    | 1.16      |
| El fugitivo le revela como Leopold Acher, tío de Luke y de encontrar a una fugitiva como en malas manos y mientras tanto Andy aceptar la cita con Luke pero él faltó por su tío |         |                                |                       |                                            |        |           |
| 12 | 12      | «La extraña Ruby»              | 21 de octubre de 2015 | 1 de marzo de 2016                         | 112    | 1.21      |
| El hechizo dócil de Ruby cae en ella gracias al amuleto que puso Andy en su escudo, Ruby perdió la memoria, ahora Kim y Andy deben averiguar cómo Ruby tiene poderes mágicos, Jessie y Ben encuentran el corrector mágico de Cameron y le quitan el hechizo mientras Leo cree que Cameron es el fugitivo, al final del episodio la entradora Foiler quita el amuleto del escudo de Andi para que no gane en el duelo de escudos |         |                                |                       |                                            |        |           |
| 13 | 13      | «Su Secreto Más Oscuro»        | 22 de octubre de 2015 | 2 de marzo de 2016                         | 113    | 1.32      |
| Leo, Cameron y Agamenón siguen los pasos de la entradora Foiler siendo ella la fugitiva, Andy y Leo la atrapan mientras Emily le dice donde encontrar las raíces del árbol Diaba, Agamenón manda a Foiler al limbo, el árbol diaba pierde su energía y Andy se encuentra con alguien conocido Nota : Paola Andino, protagonista de Every Witch Way, regresa con su personaje de Emma Alonso en este episodio. |         |                                |                       |                                            |        |           |
| 14 | 14      | «Mi Amiga de Orlando»          | 23 de octubre de 2015 | 3 de marzo de 2016                         | 114    | 1.18      |
| Andy no puede creer que Emma necesita su ayuda para sanarse, para pasar; se disfraza de Felicia para no ser reconocida pero Jessie la reconoce y también Luke, los Wits asienden al campo, campo dirigido por Cameron mientras Ruby con ayuda de Emily eviaran al destierro a Andy, después Luke, Andy, Jessie, Ben, Agamenón, Leo y Emma curan al árbol diaba y los brillos de Emma desaparecen y Emma se va, el hechizo de destierro golpea a Andy y a Leo que termina en el reino del mal Nota : Paola Andino, protagonista de Every Witch Way, regresa con su personaje de Emma Alonso en este episodio. |         |                                |                       |                                            |        |           |
| 15 | 15      | «La Andy tonta»                | 26 de octubre de 2015 | 4 de marzo de 2016                         | 115    | 1.18      |
| Andy y Leo están a la mitad del reino del mal, Ruby, Ethan y Emily crean un clon de Andi, Andy y Leo se arreglan para llegar a la orilla, los chicos se preparan para el combate mágico con el tiempo y Ben y Jessie se dan cuenta de que Andy no es Andy |         |                                |                       |                                            |        |           |
| 16 | 16      | «La Botella De Brujas»         | 27 de octubre de 2015 | 7 de marzo de 2016                         | 116    | 1.24      |
| Andy y Leo aprenden de la cabaña en la que están, Ben y Jessie le dicen a Kim que Andy es un clon y hacen equipo con Luke para traer de vuelta a Andy, Ruby intenta que expulsen a Andy, los chicos traen de vuelta a Andy y Leo se va regreso al reino del mal, al final del capítulo Rubí muestra evidencia de poca firmeza de Andy a Agamenón y él expulsa a Andy |         |                                |                       |                                            |        |           |
| 17 | 17      | «El Juicio»                    | 28 de octubre de 2015 | 8 de marzo de 2016                         | 117    | 1.35      |
| Agamenón le da una oportunidad a Andy, Luke, Sean y Gracie la ayudan a demostrar su inocencia, Agamenón cree en eso, Andy no es expulsada, Ruby y su equipo es excluido del combate mágico, Ruby le prohíbe a Emily la savia y Ethan se ofrece a darle más pero Ethan no puedo regresar |         |                                |                       |                                            |        |           |
| 18 | 18      | «Cameron Dirige»               | 29 de octubre de 2015 | 9 de marzo de 2016                         | 118    | 1.25      |
| Jessie y Emily van a rescatar a Ethan mientras que a Cameron se le olvidó escribir el discurso de Agamenón, Ruby decide ayudarla con un hechizo de borrarle la memoria, Kim se disculpa con Andy, Andy nota que el árbol diaba se está perdiendo, al final Ruby y su equipo es reintegrado al combate mágico |         |                                |                       |                                            |        |           |
| 19 | 19      | «El Último Wit en Pie»         | 30 de octubre de 2015 | 10 de marzo de 2016                        | 119    | 1.20      |
| Andy encuentra la savia de Ruby en la habitación de Cameron, Cameron le dice que el árbol diaba está muriendo, Andy le dice de la savia a Agamenón, Agamenón habla con Ruby, el árbol diaba se está muriendo, Ruby le dice a Andy que perderá, Andy le dice que se sabotee a ella misma, Luke la apoya, Ethan abre la botella, Ruby va atrás de Kim, Kim y sus Wits pierden el combate, Ruby va tras Andy, Luke ahora quiere que pierda Ruby, Ruby va tras de Andy, Andy le gana solo quedan Luke y Andy, Ruby harta de perder arranca una rama del árbol diaba y el árbol la absorbe Ruby manda por ayuda a Cameron |         |                                |                       |                                            |        |           |
| 20 | 20      | «El Árbol Díada»               | 30 de octubre de 2015 | 10 de marzo de 2016                        | 120    | 1.20      |
| Ruby manda por ayuda a Cameron, Luke y Andy hablan de sus sentimientos, Cameron le dice a Agamenón, Emily escucha y ella y Ethan van a ver a Ruby, Emily toca el árbol diaba y se queda atrapa, Ethan lo está a punto de tocar y Agamenón lo detiene y queda enredado, Agamenón manda a Ethan por ayuda, Andy gana el combate mágico y Andy recibe una llamada telefónica de Emma diciendo que lo destellos volvieron y ahora también en Jax, Cameron llega y le dice todo a Andi, Luke, Kim, Sean, Gracie, Ben, Jessie y Ethan entran al atrio, Agamenón le explica toda la situación a Andy y ella decide entrar al árbol, Andy entra a Emily, abre la botella, Sean, Jessie y Ethan las sacan, Ruby le da las gracias, el árbol diaba se murió, Andy sugiere la ceremonia de curación, Luke le dice que el árbol diaba se cura, Agamenón da como expulsada a Ruby, se organiza un festival para celebrar el equipo vencedor (el equipo de Andi) y Agamenón le da las medallas a Andy, Jessie, Ben, Luke, Gracie, Sean, Kim, Emily y Ethan. Andi habla con Luke de su primer día en la academia y que quiere hacer cambios el próximo semestre, Andy y Luke se besan por primera vez y son una pareja. Al final del capítulo, el portero que Leo y Andy vieron en el Capítulo 16 se encuentra con un pendiente de Andy y dice: Nadie se escapa de mi, yo te encontrare Andy Cruz te encontrare. Aunque se desconoce como el portero llegó a conocer a Andy |         |                                |                       |                                            |        |           |